# Tomosvaryella brachybasis
Tomosvaryella brachybasis is een vliegensoort uit de familie van de oogkopvliegen (Pipunculidae). De wetenschappelijke naam van de soort is voor het eerst geldig gepubliceerd in 1993 door De Meyer.